# Franco Sbaraglini
Pas d'image ? Cliquez ici

a Compétitions nationales et continentales officielles uniquement.

b Matchs officiels uniquement.
Franco Sbaraglini, né le 3 décembre 1982 à Mar del Plata (Argentine), est un joueur professionnel de rugby italien qui pèse 103 kg pour 1,79 m. Il évolue au poste de talonneur.
Il évolue en club avec le Benetton Rugby Trevise.

## Carrière

### En clubs
- Benetton Rugby Trevise ( Italie) 2003-2014

### En équipe nationale
- Italie 2009–2010

Franco Sbaraglini débute avec l'Italie le 28 février 2009 lors du tournoi des six nations 2009 face aux Écossais. 

## Statistiques en équipe d'Italie
- 5 sélections avec l'équipe d'Italie
- 0 point
- Sélections par année : 4 en 2009, 1 en 2010
- Tournois des Six Nations disputés : 2009